# 亚东图书馆
亚东图书馆是中华民国大陆时期上海市的一家民营出版发行企业，创办人汪孟邹。前身是1903年成立的芜湖科学图书社。1913年迁入上海，正式开设亚东图书馆。